# Hochgeschwindigkeitswolke
Hochgeschwindigkeitswolken (auch HVC, für High Velocity Cloud) sind astronomische Phänomene aus neutralem Wasserstoff.
Ihre genaue Entfernung ist noch nicht gut bekannt. Man unterscheidet im Wesentlichen:
- HVCs im Halo der Milchstraße,
- HVCs, die mit dem Magellanschen Strom assoziiert sind,
- HVCs im intergalaktischen Raum der lokalen Gruppe.

## Details
Ein wesentliches Charakteristikum dieser Gaswolken ist, dass sich ihre Bewegung in keiner Weise mit der galaktischen Rotation vereinbaren lässt; sie bewegen sich auf anderen Bahnen und mit höheren Geschwindigkeiten als die übrige Materie der Milchstraße. HVCs besitzen eine geringere Metallizität als interstellare Wolken in der Milchstraße.
Der Ursprung der Hochgeschwindigkeitswolken ist noch nicht vollständig geklärt. Es wird angenommen, dass sie Überreste aus der Entstehungszeit der Milchstraße bzw. anderer Galaxien sind oder Fragmente von Satellitengalaxien, die durch gravitative Wechselwirkung bei der Verschmelzung mit unserer Galaxis herausgerissen wurden.

## Beispiele
- Magellanscher Strom: Eine Wasserstoffbrücke, die die Magellanschen Wolken untereinander und mit der Milchstraße verbindet.
- Complex H: Eine kompakte HVC, die sich entgegengesetzt zur Rotation der Milchstraße bewegt und für den Überrest einer Satellitengalaxie gehalten wird.[1]
- Smith-Wolke
- HVC 127-41-330: Die erste bekannte HVC, die nicht mit unserer Galaxis assoziiert ist und sich in etwa 2,3 Mio. Lichtjahren Entfernung befindet. Sie wird mittlerweile für eine Dunkle Galaxie gehalten.[2]